# Antoni Gliszczyński
Antoni Gliszczyński herbu własnego (Gliszczyński) (ur. 7 stycznia 1766 w Rożnowie k. Obornik, zm. 25 grudnia 1835 w Warszawie) – senator-kasztelan Królestwa Polskiego w 1817 roku, członek Izby Najwyższej Wojennej i Administracji Publicznej w 1806 roku, poseł na Sejm Czteroletni, prefekt departamentu bydgoskiego Księstwa Warszawskiego, minister spraw wewnętrznych Rządu Narodowego Królestwa Polskiego w czasie powstania listopadowego, senator.

## Życiorys
Urodził się 7 stycznia 1766 w Rożnowie. Był synem Józefa Gliszczyńskiego herbu Jastrzębiec, kasztelana biechowskiego, kawalera orderów: Św. Stanisława i Orła Białego.  Był posłem na Sejm Czteroletni w 1790 roku z województwa poznańskiego, gdzie należał do Stronnictwa Patriotycznego. Opowiadał się za uchwaleniem, a następnie ugruntowaniem Konstytucji 3 Maja, czego wyrazem był jego członkostwo Zgromadzenia Przyjaciół Konstytucji Rządowej. 2 maja 1791 roku podpisał asekurację, w której zobowiązał się do popierania projektu Ustawy Rządowej. Popierał sprawę miast oraz projekty ustaw modernizujących system finansowy państwa i organizację władz policyjnych.
W czasie konfederacji targowickiej (1792) był jednym z inicjatorów konspiracji w Wielkopolsce. Po drugim rozbiorze Polski (1793) brał udział w przygotowaniach do powstania zbrojnego, pośrednicząc w kontaktach poznańskiego środowiska patriotycznego z Tadeuszem Kościuszką. W okresie powstania kościuszkowskiego (1794) należał do organizatorów władz powstańczych w województwie poznańskim, był członkiem miejscowej komisji porządkowej oraz delegacji Wielkopolan do centralnych władz powstańczych. 21 sierpnia 1794 w Kościanie wziął udział w spotkaniu sprzysiężonych na którym zapadła decyzja o wywołaniu powstania w Wielkopolsce.
Po upadku powstania, zasądzony na wysoką karę pieniężną, wyjechał z kraju. Po powrocie, około 1797 r., nawiązał kontakt z Towarzystwem Republikanów Polskich oraz brał udział w organizowaniu Towarzystwa Przyjaciół Nauk. Jako członek Towarzystwa zajął się opracowaniami naukowymi dotyczącymi ekonomii i przemysłu oraz zabiegał o skierowanie wysiłku badawczego na problemy bezpośrednio użyteczne dla społeczeństwa.
Wkroczenie wojsk napoleońskich na ziemie polskie zapoczątkowało nowy etap w politycznej aktywności Gliszczyńskiego. Opowiadał się za wprowadzeniem na ziemie polskie konstytucji i innych praw francuskich. Włączył się także do organizowania władz administracyjnych Księstwa Warszawskiego. Został członkiem Izby Najwyższej Wojennej i Administracyjnej. Od 16 lutego do 2 maja 1807 r. był członkiem Izby Administracyjnej Departamentu Warszawskiego. 26 grudnia 1807 r. został mianowany prefektem departamentu bydgoskiego. W czasie wojny polsko-austriackiej, jako naczelnik siły zbrojnej swojego departamentu wydał 23 kwietnia 1809 odezwę wzywającą do tworzenie pospolitego ruszenia. Na stanowisku prefekta pozostawał do stycznia 1813 r., kiedy opuścił Bydgoszcz zagrożoną zajęciem przez wojska rosyjskie.
Jego kariera polityczna rozwijała się nadal po upadku Księstwa Warszawskiego. W Królestwie Polskim został członkiem Rady Stanu (1815), senatorem kasztelanem (1817), sędzią najwyższej instancji (1818). W 1820 r. został wybrany członkiem komisji wojskowo-administracyjnej, a w 1830 r. członkiem komisji umorzenia długu krajowego. Był członkiem loży masońskiej Kazimierz Wielki w 1819/1820 roku.
W 1828 roku był członkiem Sądu Sejmowego, mającego osądzić osoby oskarżone o zdradę stanu.
18 grudnia 1830 podpisał akt uznający powstanie listopadowe za rewolucję narodową i 25 stycznia 1831 poparł uchwałę sejmu o detronizacji Mikołaja I Romanowa. Opowiadał się za uwłaszczeniem chłopów w dobrach narodowych. W dniu 14 maja 1831 r. został ministrem spraw wewnętrznych i policji. Po upadku powstania listopadowego wycofał się z życia publicznego. Zmarł 25 grudnia 1835 w Warszawie.

## Działalność jako prefekt departamentu bydgoskiego
Antoni Gliszczyński z dniem 24 stycznia 1808 r. objął stanowisko prefekta departamentu bydgoskiego.
Jako prefekt był przełożonym władz administracyjnych na podległym terenie, podporządkowanym bezpośrednio Ministrowi Spraw Wewnętrznych. Do zakresu jego działania należały wszystkie sprawy z wyjątkiem sądownictwa i spraw wojskowych. Sprawował ogólny nadzór nad administracją, zarządzał sprawami oświaty, skarbu, bezpieczeństwa publicznego, ochrony zdrowia i gospodarki.
W czasie wojny polsko-austriackiej w 1809 został powołany na stanowisko naczelnika powstania departamentowego. Jego zadaniem było zorganizowanie miejscowych sił zbrojnych składających się z pospolitego ruszenia szlachty, gwardii narodowej i pułku strzelców, celem obrony departamentu przed wojskami nieprzyjacielskimi. Pomimo apeli i odezw prefekta, formowanie miejscowych oddziałów zbrojnych postępowało wolno. W czasie działań wojennych w 1809 r. nie podjął obrony Bydgoszczy przed wojskami austriackimi, ewakuując się do Chełmna. Za takie postępowanie został chwilowo zawieszony w czynnościach i pociągnięty do odpowiedzialności służbowej. Także w latach następnych nie udało mu się zorganizować silnej gwardii narodowej, mimo licznych zabiegów w tym kierunku, w tym sięgania do zagrożenia represjami mieszkańcom uchylającym się od udziału w oddziałach gwardii.
Inne działania administracji prefekta Gliszczyńskiego przyniosły znaczne osiągnięcia. W opinii współczesnych historyków był on bowiem jednym z najbardziej energicznych prefektów, w szerokim zakresie korzystającym z możliwości samodzielnego regulowania spraw szkolnych, stosunków z duchowieństwem, dochodów czy niektórych problemów policyjnych. Z jego inicjatywy od lipca 1808 r. zaczął ukazywać się Dziennik Doniesień Rządowych i Prywatnych Departamentu Bydgoskiego, noszący później tytuł Dziennika Tygodniowego Departamentu Bydgoskiego. Prasa była dla niego środkiem komunikowania się ze społeczeństwem, zapoznawania go z obowiązującymi przepisami oraz krzewienia ducha polskiego. Dążył do spolszczenia kadr urzędniczych w podległych sobie władzach, podniesienia ich wiedzy oraz upowszechnienia języka polskiego. Zwracał też uwagę na rozwój szkolnictwa polskiego w departamencie, pomagając w gromadzeniu środków finansowych na utrzymanie szkół i nauczycieli, ustalając zakres używania języka polskiego w szkołach. W trakcie osobistych wizytacji szkół zapoznawał się z warunkami ich pracy.
Zarządzenia Gliszczyńskiego w sprawach wyznaniowych, jak na przykład w sprawie upoważnienia pod prefektów do organizowania egzaminów dla kandydatów do zakonów i seminariów ze znajomości i stopnia akceptacji postanowień konstytucji i innych przepisów prawnych, wzbudzały wiele zastrzeżeń władz kościelnych. Dzięki jego staraniom w Bydgoszczy przeprowadzono pierwsze powszechne szczepienia przeciwko ospie. Zajmował się takie sprawami gospodarczymi departamentu, wyjaśniał i uzasadniał decyzje władz Księstwa zmierzające do ożywienia miejscowej gospodarki. Wyrazem jego ówczesnych poglądów gospodarczych było opracowanie „Uwagi nad projektem amortyzacji długów ziemiańskich w departamencie bydgoskim”, wydane w Bydgoszczy w 1811 r. Jako prefekt włączył się do akcji mającej na celu zbudowanie pomnika Mikołaja Kopernika w Toruniu.
W styczniu 1813 r. opuścił Bydgoszcz zagrożoną zajęciem przez wojska rosyjskie, a jego obowiązki przejęli jego podwładni: Franciszek Twarowski i Jan Ignacy Radoliński.
W 1825 roku został kawalerem Orderu Świętego Stanisława I klasy.